# راز وکیل
راز وکیل (انگلیسی: The Lawyer's Secret) فیلمی در ژانر جنایی به کارگردانی لوئیس جی. گاسنیر و مکس مارچین محصول سال ۱۹۳۱ کشور ایالات متحده آمریکا است.

## بازیگران
- کلیو بروک در نقش Drake Norris
- بادی راجرز در نقش Laurie Roberts
- ریچارد آرلن در نقش Joe Hart
- فی ری در نقش Kay Roberts
- جین آرتور در نقش Beatrice Stevens
- فرانسیس مک‌دانلد در نقش The Weasel
- هارولد گودوین در نقش 'Madame X'
- Syd Saylor در نقش Red
- لارنس لامار در نقش Tom
- شیلا براملی در نقش Madge - Madame X's Girlfriend (در عنوان‌بندی نیامده)
- G. Pat Collins در نقش Motorcycle Officer (در عنوان‌بندی نیامده)
- Gordon De Main در نقش Detective (در عنوان‌بندی نیامده)
- کلیر دود در نقش Party Guest (در عنوان‌بندی نیامده)
- Robert Homans در نقش Chief of Police (در عنوان‌بندی نیامده)
- پاین بی. جانسون در نقش Baby (در عنوان‌بندی نیامده)
- ادوارد لسنت در نقش Prison Warden (در عنوان‌بندی نیامده)
- ویلبر مک در نقش Frank - District Attorney (در عنوان‌بندی نیامده)
- گای الیور در نقش Police Turnkey (در عنوان‌بندی نیامده)
- Bob Perry در نقش Baldy (در عنوان‌بندی نیامده)
- Hal Price در نقش Detective (در عنوان‌بندی نیامده)
- ویلارد رابرتسن در نقش Police Desk Sergeant (در عنوان‌بندی نیامده)